# Матвєєв Олександр Павлович
Олександр Павлович Матвєєв (1816–1882, Київ) — київський науковець, лікар-акушер. Ректор Київського університету Св. Володимира.

## Біографія
Народився в 1816 році. Закінчив курс в Московському університеті. Був професором в Київському університеті на кафедрі акушерства, жіночих та дитячих хвороб. Саме О. П. Матвєєв запропонував метод профілактики гонобленореї шляхом закапування очей новонароджених 2% розчином азотнокислого срібла. При клініці він організував школу для акушерок і написав для них спеціальний посібник, який витримав три видання. З 1847 по 1883 роки було підготовлено 1280 акушерок.
У 1865–1871 — був ректором Київського університету Св. Володимира.
У 1875–1878 — вдруге був ректором Київського університету Св. Володимира.

## Наукові праці
- «Керівництвом до повивального мистецтва для повитух» (Київ, 1853; 3-є видання, Київ, 1870)
- «Курс акушерства» (3 частини, Київ, 1861).